# Actio empti
Actio empti – w prawie rzymskim powództwo z umowy kupna-sprzedaży (emptio venditio), przysługujące kupującemu (emptor) przeciwko sprzedawcy (venditor).

## Charakterystyka powództwa
Skarga jako wynikająca z umowy należała do actiones in personam. Umowa kupna-sprzedaży należała do kontraktów dwustronnie zobowiązujących zupełnych, gdyż przynosiła korzyści obu stronom umowy. Sprzedawca odpowiadał przed kupującym za omnis culpa. Za jej pomocą dochodzono również należności z tytułu zastrzeżeń dodatkowych (pacta adiecta).